# Almira Ianboukhtina
Almira Ianboukhtina (Oufa, 28 juillet 1938 - 20 novembre 2018) est une historienne de l'art russe. 